# حرف السادة (ذمار)
حرف السادة هي إحدى قرى الجمهورية اليمنية. تتبع جغرافيا لمحافظة ذمار وإداريًا لمديرية مغرب عنس. يبلغ تعداد سكانها 1257 نسمة حسب الإحصاء الذي أجري عام 2004.